# Калинин, Василий Фёдорович
Василий Фёдорович Калинин (4 января 1924, дер. Волки, Вятская губерния — 1944) — лейтенант Рабоче-крестьянской Красной Армии, участник Великой Отечественной войны, Герой Советского Союза (1945).

## Биография
Василий Калинин родился 4 января 1924 года в деревне Волки. Окончил семь классов школы. В августе 1942 года Калинин был призван на службу в Рабоче-крестьянскую Красную Армию. В 1943 году он окончил Львовское пехотное училище. С апреля того же года — на фронтах Великой Отечественной войны. За время своего участия в боях он три раза был ранен. К июлю 1944 года гвардии лейтенант Василий Калинин командовал пулемётным взводом 171-го гвардейского стрелкового полка 1-й гвардейской стрелковой дивизии 11-й гвардейской армии 3-го Белорусского фронта. Отличился в боях на территории Литовской ССР.
14 июля 1944 года взвод Калинина успешно переправился через реку Неман в районе Алитуса и захватил плацдарм на её западном берегу. Во время отражение немецких контратак Калинин получил тяжёлое ранение, но продолжал сражаться, скончавшись от полученных ранений на следующий день. Первоначально был похоронен в деревне Юрканцы Алитусского района, но позднее перезахоронен в Алитусе.
Указом Президиума Верховного Совета СССР от 24 марта 1945 года за «образцовое выполнение заданий командования и проявленные мужество и героизм в боях с немецкими захватчиками» гвардии лейтенант Василий Калинин посмертно был удостоен высокого звания Героя Советского Союза. Также был награждён орденом Ленина и рядом медалей.

## Память
- Имя Героя увековечено на мемориальной доске в честь Героев Советского Союза — уроженцев Кировской области в парке Дворца пионеров города Кирова

- Имя Героя высечено золотыми буквами в зале Славы Центрального музея Великой Отечественной войны в Парке Победы города Москвы.

- На могиле героя установлен надгробный памятник.
- В честь Калинина названа названа школа и установлен бюст в селе Караванное Тужинского района[2].

## Комментарии
1. ↑  Деревня Волки Чистопольской волости Котельничского уезда в последующем входила в состав Верхопижемского (с 1978 — Караванского) сельсовета Тужинского района Кировской области; упразднена 26.11.1986[1].